# Hancock (film)
Hancock är en amerikansk superhjälte komedifilm från 2008, i regi av Peter Berg. Filmen hade världspremiär den 2 juli 2008 och premiärvisades i Finland och Sverige 16 juli respektive 18 juli 2008. 

## Handling
John Hancock (Will Smith) är osårbar och den ende människan i världen som kan flyga. Han är alkoholiserad och har ett mycket blandat anseende bland invånarna i Los Angeles, eftersom hans hjältedåd orsakar stora materiella skador. Efter ett ingripande som orsakat stora kostnader för staden vill polisen sätta Hancock i fängelse. En PR-konsult (Jason Bateman) som Hancock tagit kontakt med råder honom att gå med på stadens krav; hans frånvaro kommer nämligen att få invånarna att börja längta efter hans hjälp. PR-konsulten hjälper Hancock att bli en mer slipad superhjälte och efter en permission där han avstyr ett gisslandrama på en bank blir han frisläppt. Mötena med PR-konsultens fru (Charlize Theron) blir dock alltmer intensiva.

## Rollista (urval)
- Will Smith – John Hancock
- Charlize Theron – Mary Embrey
- Jason Bateman – Ray Embrey
- Jae Head - Aaron
- Eddie Marsan - Red
- Johnny Galecki - Jeremy